# GR-14
La GR-14 est autoroute urbaine en construction de 7 km environ qui va relier l'A-44 et l'A-7 au nord jusqu'au Port de Motril située au sud de la ville.
Elle permettra d'accéder directement au port sans traverser la ville depuis l'A-44 en venant de Grenade ou Madrid et l'A-7 en provenance de Malaga.

Elle jouera aussi le rôle de Rocade ouest pour l'agglomération car elle contournera Motril par l'ouest.
De plus c'est une voie rapide qui permet la desserte du Port de Motril, qui a vu son trafic de marchandises exploser ces dernières années grâce notamment au formidable développement économique de l'Andalousie.

## Tracé
- Elle va se détacher de l'A-44/A-7 au nord de Motril pour ensuite contourner l'agglomération par l'ouest.
- Elle se termine à l'ouest de la commune abritant le port (El Varadero)

## Sorties
| Sorties | Villes                                                              |         |
| ------- | ------------------------------------------------------------------- | ------- |
|         | Grenade - Madrid A-44 Malaga - Almeria                              | A-7     |
|         | Lobres - Molvizar Ítrabo - Otívar                                   | GR-5300 |
|         | Motril Ouest - Motril-Avenida de Salobrena Almunecar - La Herradura | N-340   |
|         | Port de Motril Seulement pour les autorisées                        |         |